# Nação Daltônica
Nação Daltônica é o sexto álbum de estúdio da banda Plebe rude, lançado em 2014. Conta com 10 músicas inéditas, tendo sido lançado no mês de novembro tanto em mídia física como por via digital.

## Faixas
| N.º            | Título                  | Letras                   | Música                   | Duração |  |
| 1.             | "Retaliação"            | André X, Philippe Seabra | Philippe Seabra          | 3:09    |  |
| 2.             | "Anos de Luta"          | Philippe Seabra          | Philippe Seabra          | 4:16    |  |
| 3.             | "Mais Um Ano Você"      | André X, Philippe Seabra | Comsat Angels            | 3:58    |  |
| 4.             | "Que Te Fez Você"       | Philippe Seabra          | André X, Philippe Seabra | 3:26    |  |
| 5.             | "Sua História"          | Philippe Seabra          | Philippe Seabra          | 4:10    |  |
| 6.             | "Rude Resiliência"      | André X, Philippe Seabra | Philippe Seabra          | 3:04    |  |
| 7.             | "Quem Pode Culpá-lo?"   | Philippe Seabra          | Philippe Seabra          | 3:42    |  |
| 8.             | "Tudo Que Poderia Ser"  | Philippe Seabra          | Philippe Seabra          | 3:51    |  |
| 9.             | "(Go Ahead) Without Me" | Philippe Seabra          | Philippe Seabra          | 3:05    |  |
| 10.            | "Três Passos"           | Philippe Seabra          | Philippe Seabra          | 3:18    |  |
| Duração total: | Duração total:          | Duração total:           | Duração total:           | 35:59   |  |

### Formação
- Phillipe Seabra: voz e guitarra-solo
- Clemente Tadeu Nascimento: voz e guitarra-base
- André X: baixo
- Marcelo Capucci: bateria